# Perkoz maoryski
Perkoz maoryski (Poliocephalus rufopectus) – gatunek średniej wielkości ptaka z rodziny perkozów (Podicipedidae), zamieszkujący Wyspę Północną Nowej Zelandii. Niezagrożony wyginięciem.
TaksonomiaTakson ten opisał George Robert Gray w 1843 roku. Nie wyróżnia się podgatunków.
WystępowaniePierwotnie gatunek ten zamieszkiwał cały obszar Nowej Zelandii. W połowie XIX wieku zaczął zanikać na Wyspie Południowej i do końca wieku był już na granicy wymarcia. Ostatni lęg na tych terenach zaobserwowano w roku 1941. Od końca lat 80. XX wieku ptaki te znów sporadycznie zalatują na tę wyspę, a w 2012 roku stwierdzono pojedynczy lęg. Na Wyspie Północnej perkoz maoryski jest nadal dość szeroko rozpowszechniony, szczególnie na płaskowyżu wulkanicznym. Występuje od poziomu morza do 740 m n.p.m.
Spotykany jest na piaszczystodennych jeziorach, lagunach, gospodarskich zaporach wodnych oraz na wewnątrzlądowych jeziorach porośniętych bogatą roślinnością.
MorfologiaDługość ciała 28–30 cm; masa ciała 232–271 g. Obie płcie są do siebie podobne, choć samce są nieco większe i mają dłuższe dzioby.
RozródW gniazdach znajdują się dwa lub trzy jaja. Inkubacja trwa 22–23 dni i zajmują się nią oboje rodzice. Okres lęgowy trwa dość długo i zależy od warunków środowiskowych. Na północy kraju zazwyczaj odbywa więcej niż jeden lęg rocznie. Ogólnie gatunek posiada wysoki potencjał rozrodczy, aczkolwiek przeżywalność młodych sięga jedynie 20 procent.
PożywienieŻywi się głównie owadami wodnymi i ich larwami, wyławia je z wody lub łapie z powietrza; ponadto nurkuje w poszukiwaniu małych ryb i skorupiaków, pozostając pod wodą do 30 sekund.
StatusMiędzynarodowa Unia Ochrony Przyrody (IUCN) od 2022 roku uznaje perkoza maoryskiego za gatunek najmniejszej troski (LC – Near Threatened) od 2022 roku; wcześniej, od 2015 roku klasyfikowano go jako gatunek bliski zagrożenia (NT – Near Threatened), od 2000 jako gatunek narażony (VU – Vulnerable), od 1994 jako gatunek zagrożony (EN – Endangered), a od 1988 jako gatunek niższego ryzyka/najmniejszej troski (LR/LC – Lower Risk/Least Concern). Całkowitą liczebność populacji ocenia się obecnie na 1000–5000 dorosłych osobników. Obecny trend liczebności populacji ocenia się jako rosnący.